# Мюнх-Холланд, Ганс
Ганс Мюнх-Холланд (нем. Hans Münch-Holland; 15 января 1899, Берн — 7 декабря 1971, Лемго — швейцарский виолончелист.
Был известен, главным образом, как ансамблевый музыкант — в частности, как виолончелист легендарного Гевандхаус-квартета, сменивший за пультом Юлиуса Кленгеля. В составе фортепианного трио был партнёром Клаудио Аррау. Среди ранних учеников Мюнха-Холланда, например, Рудольф Метцмахер. В послевоенные годы Мюнх-Холланд стал одним из основателей Детмольдской Высшей школы музыки; здесь же родилось известное трио, в котором вместе с Мюнхом-Холландом играли Макс Штруб и Ганс Рихтер-Хаазер.